# Methods in Enzymology
Methods in enzymology est une série d'ouvrages éditée depuis le milieu des années 1950 par les éditions Academic Press / Elsevier. Cette colossale collection représente la plus importante somme de connaissance dans le domaine de l'enzymologie, à l'échelle mondiale. Des générations de chercheurs se sont succédé à son élaboration et il s'agit aujourd'hui d'un outils majeur aussi bien dans cette discipline que dans l'ensemble des domaines de la biologie cellulaire et de la biologie moléculaire.

## Volumes
- Volume 2 (1955) : Preparation and Assay of Enzymes (Nathan Kaplan).  (ISBN 978-0-12-181802-9 et 0-12-181802-0)
- Volume 3 (1957) : Preparation and Assay of Substrates (Nathan Kaplan).  (ISBN 978-0-12-181803-6 et 0-12-181803-9)
- Volume 4 (1957) : Special Techniques for the Enzymologist (Nathan Kaplan).  (ISBN 978-0-12-181804-3 et 0-12-181804-7)
- Volume 12 (1967) : Nucleic Acids, Part A (Lawrence Grossman).  (ISBN 978-0-12-181854-8 et 0-12-181854-3)
- Volume 16 (1970) : Fast Reactions (Kenneth Kustin).  (ISBN 978-0-12-181873-9 et 0-12-181873-X)
- Volume 18A (1970) : Vitamins and Coenzymes, Part A (Donald McCormick).  (ISBN 978-0-12-181879-1 et 0-12-181879-9)
- Volume 20 (1971) : Nucleic Acids and Protein Synthesis, Part C (Kivie Moldave).  (ISBN 978-0-12-181883-8 et 0-12-181883-7)
- Volume 21 (1971) : Nucleic Acids, Part D (Lawrence Grossman).  (ISBN 978-0-12-181884-5 et 0-12-181884-5)
- Volume 24 (1972) : Photosynthesis and Nitrogen Fixation, Part B (Anthony San Pietro).  (ISBN 978-0-12-181887-6 et 0-12-181887-X)
- Volume 25 (1972) : Enzyme Structure, Part B (C. Hirs).  (ISBN 978-0-12-181888-3 et 0-12-181888-8)
- Volume 36 (1975) : Hormone Action, Part A, Steroid Hormones (Bert O'Malley).  (ISBN 978-0-12-181936-1 et 0-12-181936-1)
- Volume 41 (1975) : Carbohydrate Metabolism, Part B (Willis Wood).  (ISBN 978-0-12-181941-5 et 0-12-181941-8)
- Volume 42 (1975) : Carbohydrate Metabolism, Part C (Willis Wood).  (ISBN 978-0-12-181942-2 et 0-12-181942-6)
- Volume 45 (1976) : Proteolytic Enzymes, Part B (Laszlo Lorand).  (ISBN 978-0-12-181945-3 et 0-12-181945-0)
- Volume 47 (1977) : Enzyme Structure, Part E (C. Hirs).  (ISBN 978-0-12-181947-7 et 0-12-181947-7)
- Volume 48 (1978) : Enzyme Structure, Part F (C. Hirs).  (ISBN 978-0-12-181948-4 et 0-12-181948-5)
- Volume 49 (1978) : Enzyme Structure, Part G (C. Hirs).  (ISBN 978-0-12-181949-1 et 0-12-181949-3)
- Volume 50 (1978) : Complex Carbohydrates, Part C (Victor Ginsburg).  (ISBN 978-0-12-181950-7 et 0-12-181950-7)
- Volume 52 (1978) : Biomembranes, Part C: Biological Oxidations: Microsomal, Cytochrome P-450, and Other Homoprotein Systems (Sidney Fleischer).  (ISBN 978-0-12-181952-1 et 0-12-181952-3)
- Volume 58 (1988) : Cell Culture (William Jakoby).  (ISBN 978-0-12-181776-3 et 0-12-181776-8)
- Volume 61 (1979) : Enzyme Structure, Part H (C. Hirs).  (ISBN 978-0-12-181961-3 et 0-12-181961-2)
- Volume 63 (1979) : Enzyme Kinetics and Mechanism, Part A: Initial Rate and Inhibitor Methods (Daniel Purich).  (ISBN 978-0-12-181963-7 et 0-12-181963-9)
- Volume 64 (1980) : Enzyme Kinetics and Mechanism, Part B: Isotopic Probes and Complex Enzyme Systems (Daniel Purich).  (ISBN 978-0-12-181964-4 et 0-12-181964-7)
- Volume 79 (1981) : Interferons, Part B (Sidney Pestka).  (ISBN 978-0-12-181979-8 et 0-12-181979-5)
- Volume 83 (1982) : Complex Carbohydrates, Part D (Victor Ginsburg).  (ISBN 978-0-12-181983-5 et 0-12-181983-3)
- Volume 86 (1982) : Prostaglandins and Arachidonate Metabolites (William Lands).  (ISBN 978-0-12-181986-6 et 0-12-181986-8)
- Volume 89 (1982) : Carbohydrate Metabolism, Part D (Willis Wood).  (ISBN 978-0-12-181989-7 et 0-12-181989-2)
- Volume 90 (1982) : Carbohydrate Metabolism, Part E (Willis Wood).  (ISBN 978-0-12-181990-3 et 0-12-181990-6)
- Volume 93 (1983) : Immunochemical Techniques, Part F: Conventional Antibodies, Fc Receptors, and Cytotoxicity (John Langone).  (ISBN 978-0-12-181993-4 et 0-12-181993-0)
- Volume 94 (1983) : Polyamines (Herbert Tabor).  (ISBN 978-0-12-181994-1 et 0-12-181994-9)
- Volume 95 (1986) : Cumulative Subject Index, Volumes 61-74, 76-80 (Martha Dennis).  (ISBN 978-0-12-181995-8 et 0-12-181995-7)
- Volume 98 (1983) : Biomembranes, Part L: Membrane Biogenesis: Processing and Recycling (Sidney Fleischer).  (ISBN 978-0-12-181998-9 et 0-12-181998-1)
- Volume 99 (1983) : Hormone Action, Part F: Protein Kinases (Jackie Corbin).  (ISBN 978-0-12-181999-6 et 0-12-181999-X)
- Volume 102 (1983) : Hormone Action, Part G: Calmodulin & Calcium-Binding Proteins (Anthony Means).  (ISBN 978-0-12-182002-2 et 0-12-182002-5)
- Volume 104 (1984) : Enzyme Purification and Related Techniques, Part C (William Jakoby).  (ISBN 978-0-12-182004-6 et 0-12-182004-1)
- Volume 105 (1984) : Oxygen Radicals in Biological Systems (Helmut Sies).  (ISBN 978-0-12-182005-3 et 0-12-182005-X)
- Volume 110 (1985) : Steroids and Isoprenoids, Part A (John Law).  (ISBN 978-0-12-182010-7 et 0-12-182010-6)
- Volume 111 (1985) : Steroids and Isoprenoids, Part B (John Law).  (ISBN 978-0-12-182011-4 et 0-12-182011-4)
- Volume 112 (1985) : Drug and Enzyme Targeting, Part A (Kenneth Widder).  (ISBN 978-0-12-182012-1 et 0-12-182012-2)
- Volume 115 (1985) : Diffraction Methods for Biological Macromolecules, Part B (Harold Wyckoff).  (ISBN 978-0-12-182015-2 et 0-12-182015-7)
- Volume 120 (1986) : Cumulative Subject Index, Volumes 81-94, 96-101 (Nathan Colowick).  (ISBN 978-0-12-182020-6 et 0-12-182020-3)
- Volume 121 (1986) : Immunochemical Techniques, Part I: Hybridoma Technology and Monoclonal Antibodies (John Langone).  (ISBN 978-0-12-182021-3 et 0-12-182021-1)
- Volume 123 (1986) : Vitamins and Coenzymes, Part H (Frank Chytil).  (ISBN 978-0-12-182023-7 et 0-12-182023-8)
- Volume 128 (1986) : Plasma Lipoproteins, Part A: Preparation, Structure, and Molecular Biology (Jere Segrest).  (ISBN 978-0-12-182028-2 et 0-12-182028-9)
- Volume 130C (1986) : Enzyme Structure, Part K (C. Hirs).  (ISBN 978-0-12-182030-5 et 0-12-182030-0)
- Volume 131C (1986) : Enzyme Structure, Part L (C. Hirs).  (ISBN 978-0-12-182031-2 et 0-12-182031-9)
- Volume 132 (1986) : Immunochemical Techniques, Part J: Phagocytosis and Cell-Mediated Cytotoxicity (Giovanni Di Sabato).  (ISBN 978-0-12-182032-9 et 0-12-182032-7)
- Volume 140 (1988) : Cumulative Subject Index, Volumes 102-119, 121-134 (Nathan Colowick).  (ISBN 978-0-12-182040-4 et 0-12-182040-8)
- Volume 141 (1987) : Cellular Regulators, Part B: Calcium & Lipids (P. Michael Conn).  (ISBN 978-0-12-182041-1 et 0-12-182041-6)
- Volume 142 (1987) : Metabolism of Aromatic Amino Acids and Amines (Seymour Kaufman).  (ISBN 978-0-12-182042-8 et 0-12-182042-4)
- Volume 143 (1987) : Sulfur and Sulfur Amino Acids (William Jakoby).  (ISBN 978-0-12-182043-5 et 0-12-182043-2)
- Volume 154 (1987) : Recombinant DNA, Part E (Ray Wu).  (ISBN 978-0-12-182055-8 et 0-12-182055-6)
- Volume 158 (1988) : Metallobiochemistry, Part A (James Riordan).  (ISBN 978-0-12-182059-6 et 0-12-182059-9)
- Volume 159 (1988) : Initiation and Termination of Cylic Nucleotide Action (Jackie Corbin).  (ISBN 978-0-12-182060-2 et 0-12-182060-2)
- Volume 161 (1988) : Biomass, Part B: Legnin, Pectin, and Chitin (Willis Wood).  (ISBN 978-0-12-182062-6 et 0-12-182062-9)
- Volume 166 (1988) : Branched Chain Amino Acids (John Sokatch).  (ISBN 978-0-12-182067-1 et 0-12-182067-X)
- Volume 167 (1988) : Cyanobacteria (Alexander Glazer).  (ISBN 978-0-12-182068-8 et 0-12-182068-8)
- Volume 169 (1989) : Platelets: Receptors, Adhesion, Secretion, Part A (Jacek Hawiger).  (ISBN 978-0-12-182070-1 et 0-12-182070-X)
- Volume 175 (1990) : Cumulative Subject Index, Volumes 135-139, 141-167 (John Abelson).  (ISBN 978-0-12-182076-3 et 0-12-182076-9)
- Volume 176 (1989) : Nuclear Magnetic Resonance, Part A: Special Techniques and Dynamics (Norman Oppenheimer).  (ISBN 978-0-12-182077-0 et 0-12-182077-7)
- Volume 181 (1990) : RNA Processing Part B, Specific Methods (James Dahlberg).  (ISBN 978-0-12-182082-4 et 0-12-182082-3)
- Volume 182 (1990) : Guide to Protein Purification (Murray Deutscher).  (ISBN 978-0-12-182083-1 et 0-12-182083-1)
- Volume 183 (1990) : Molecular Evolution: Computer Analysis of Protein and Nucleic Acid Sequences (Russell Doolittle).  (ISBN 978-0-12-182084-8 et 0-12-182084-X)
- Volume 185 (1990) : Gene Expression Technology (David Goeddel).  (ISBN 978-0-12-182086-2 et 0-12-182086-6)
- Volume 188 (1990) : Hydrocarbons and Methylotrophy (Mary Lidstrom).  (ISBN 978-0-12-182089-3 et 0-12-182089-0)
- Volume 194 (2004) : Guide to Yeast Genetics and Molecular Biology, Part A (Christine Guthrie).  (ISBN 978-0-12-182778-6 et 0-12-182778-X)
- Volume 197 (1991) : Phospholipases (Edward Dennis).  (ISBN 978-0-12-182098-5 et 0-12-182098-X)
- Volume 199 (1993) : Cumulative Subject Index, Volumes 168-174, 176-194 (John Abelson).  (ISBN 978-0-12-182100-5 et 0-12-182100-5)
- Volume 200 (1991) : Protein Phosphorylation, Part A: Protein Kinases: Assays, Purification, Antibodies, Functional Analysis, Cloning, and Expression (Tony Hunter).  (ISBN 978-0-12-182101-2 et 0-12-182101-3)
- Volume 201 (1991) : Protein Phosphorylation, Part B: Analysis of Protein Phosphorylation, Protein Kinase Inhibitors, and Protein Phosphatases (Tony Hunter).  (ISBN 978-0-12-182102-9 et 0-12-182102-1) 8/6/1991
- Volume 202 (1991) : Molecular Design and Modeling: Concepts and Applications, Part A: Proteins, Peptides, and Enzymes (John Langone).  (ISBN 978-0-12-182103-6 et 0-12-182103-X) 10/9/1991
- Volume 204 (1991) : Bacterial Genetic Systems (Jeffrey Miller).  (ISBN 978-0-12-182105-0 et 0-12-182105-6)
- Volume 205 (1991) : Metallobiochemistry, Part B: Metallothionein and Related Molecules (James Riordan).  (ISBN 978-0-12-182106-7 et 0-12-182106-4)
- Volume 206 (1991) : Cytochrome P450 (Michael Waterman).  (ISBN 978-0-12-182107-4 et 0-12-182107-2)
- Volume 207 (1997) : Ion Channels (Bernardo Rudy).  (ISBN 978-0-12-601695-6 et 0-12-601695-X)
- Volume 208 (1991) : Protein-DNA Interactions (Robert Sauer).  (ISBN 978-0-12-182109-8 et 0-12-182109-9)
- Volume 209 (1992) : Phospholipid Biosynthesis (Edward Dennis).  (ISBN 978-0-12-182110-4 et 0-12-182110-2)
- Volume 210 (1992) : Numerical Computer Methods (Ludwig Brand).  (ISBN 978-0-12-182111-1 et 0-12-182111-0)
- Volume 211 (1992) : DNA Structures, Part A, Synthesis and Physical Analysis of DNA (David Lilley).  (ISBN 978-0-12-182112-8 et 0-12-182112-9) 8/4/1992
- Volume 213 (1992) : Carotenoids, Part A, Chemistry, Separation, Quantitation, and Antioxidation (Helmut Sies).  (ISBN 978-0-12-182114-2 et 0-12-182114-5)
- Volume 220 (1993) : Membrane Fusion Technique, Part A (Nejat Duzgunes).  (ISBN 978-0-12-182121-0 et 0-12-182121-8)
- Volume 221 (1993) : Membrane Fusion Technique, Part B (Nejat Duzgunes).  (ISBN 978-0-12-182122-7 et 0-12-182122-6)
- Volume 222 (1993) : Proteolytic Enzymes in Coagulation, Fibrinolysis, and Complement Activation, Part A: Mammalian Blood Coagulation Factors and Inhibitors (Laszlo Lorand).  (ISBN 978-0-12-182123-4 et 0-12-182123-4)
- Volume 227 (1993) : Metallobiochemistry, Part D: Physical and Spectroscopic Methods for Probing Metal Ion Environments in Metalloproteins (James Riordan).  (ISBN 978-0-12-182128-9 et 0-12-182128-5) 10/6/1993
- Volume 228 (1994) : Aqueous Two-Phase Systems (Harry Walter).  (ISBN 978-0-12-182129-6 et 0-12-182129-3)
- Volume 229 (1995) : Cumulative Subject Index, Volumes 195-198, 200-227 (John Abelson).  (ISBN 978-0-12-182130-2 et 0-12-182130-7)
- Volume 233 (1994) : Oxygen Radicals in Biological Systems, Part C (Helmut Sies).  (ISBN 978-0-12-182134-0 et 0-12-182134-X)
- Volume 234 (1994) : Oxygen Radicals in Biological Systems, Part D (Helmut Sies).  (ISBN 978-0-12-182135-7 et 0-12-182135-8)
- Volume 236 (1994) : Bacterial Pathogenesis, Part B: Interaction of Pathogenic Bacteria with Host Cells (Virginia Clark).  (ISBN 978-0-12-182137-1 et 0-12-182137-4) 7/5/1994
- Volume 237 (1994) : Heterotrimeric G Proteins 237 Ravi Iyengar).  (ISBN 978-0-12-182138-8 et 0-12-182138-2)
- Volume 238 (1994) : Heterotrimeric G-Protein Effectors 238 Ravi Iyengar).  (ISBN 978-0-12-182139-5 et 0-12-182139-0) 9/8/1994
- Volume 241 (1994) : Retroviral Proteases 241 Lawrence Kuo).  (ISBN 978-0-12-182142-5 et 0-12-182142-0)
- Volume 242 (1994) : Neoglycoconjugates, Part A, Synthesis 242 Y. Lee).  (ISBN 978-0-12-182143-2 et 0-12-182143-9)
- Volume 243 (1994) : Inorganic Microbial Sulfur Metabolism 243 Harry Peck, Jr.).  (ISBN 978-0-12-182144-9 et 0-12-182144-7)
- Volume 247 (1994) : Neoglycoconjugates, Part B: Biomedical Applications 247 Y. Lee).  (ISBN 978-0-12-182148-7 et 0-12-182148-X) 12/5/1994
- Volume 249 (1995) : Enzyme Kinetics and Mechanism, Part D: Developments in Enzyme Dynamics 249 Daniel Purich).  (ISBN 978-0-12-182150-0 et 0-12-182150-1)
- Volume 251 (1995) : Biothiols, Part A: Monothiols and Dithiols, Protein Thiols, and Thiyl Radicals 251 Helmut Sies).  (ISBN 978-0-12-182152-4 et 0-12-182152-8)
- Volume 254 (1995) : Oncogene Techniques 254 Peter Vogt).  (ISBN 978-0-12-182155-5 et 0-12-182155-2)
- Volume 255 (1995) : Small GTPases and Their Regulators, Part A: Ras Family 255 W. Balch).  (ISBN 978-0-12-182156-2 et 0-12-182156-0) 8/4/1995
- Volume 258 (1995) : Redox-Active Amino Acids in Biology 258 Judith Klinman).  (ISBN 978-0-12-182159-3 et 0-12-182159-5)
- Volume 260 (1995) : Mitochondrial Biogenesis and Genetics, Part A 260 Giuseppe Attardi).  (ISBN 978-0-12-182161-6 et 0-12-182161-7)
- Volume 263 (1995) : Plasma Lipoproteins, Part C: Quantitation 263 William Bradley).  (ISBN 978-0-12-182164-7 et 0-12-182164-1)
- Volume 264 (1996) : Mitochondrial Biogenesis and Genetics, Part B 264 Giuseppe Attardi).  (ISBN 978-0-12-182165-4 et 0-12-182165-X) 3/8/1996
- Volume 266 (1996) : Computer Methods for Macromolecular Sequence Analysis 266 Russell Doolittle).  (ISBN 978-0-12-182167-8 et 0-12-182167-6)
- Volume 267 (1996) : Combinatorial Chemistry 267 John Abelson).  (ISBN 978-0-12-182168-5 et 0-12-182168-4)
- Volume 268 (1996) : Nitric Oxide, Part A: Sources and Detection of NO; NO Synthase 268 Helmut Sies).  (ISBN 978-0-12-182169-2 et 0-12-182169-2) 7/9/1996
- Volume 269 (1996) : Nitric Oxide, Part B: Physiological and Pathological Processes 269 Helmut Sies).  (ISBN 978-0-12-182170-8 et 0-12-182170-6)
- Volume 270 (1996) : High Resolution Separation and Analysis of Biological Macromolecules, Part A: Fundamentals 270 Barry Karger).  (ISBN 978-0-12-182171-5 et 0-12-182171-4)
- Volume 271 (1996) : High Resolution Separation and Analysis of Biological Macromolecules, Part B: Applications 271 Barry Karger).  (ISBN 978-0-12-182172-2 et 0-12-182172-2)
- Volume 275 (1996) : Viral Polymerases and Related Proteins 275 Lawrence Kuo).  (ISBN 978-0-12-182176-0 et 0-12-182176-5)
- Volume 276 (1997) : Macromolecular Crystallography, Part A 276 Charles Carter, Jr.).  (ISBN 978-0-12-182177-7 et 0-12-182177-3)
- Volume 278 (1997) : Fluorescence Spectroscopy 278 Ludwig Brand).  (ISBN 978-0-12-182179-1 et 0-12-182179-X)
- Volume 279 (1997) : Vitamins & Coenzymes, Part I 279 Donald McCormick).  (ISBN 978-0-12-182180-7 et 0-12-182180-3)
- Volume 280 (1997) : Vitamins & Coenzymes, Part J 280 Donald McCormick).  (ISBN 978-0-12-182181-4 et 0-12-182181-1)
- Volume 281 (1997) : Vitamins & Coenzymes, Part K 281 Donald McCormick).  (ISBN 978-0-12-182182-1 et 0-12-182182-X)
- Volume 282 (1997) : Vitamins & Coenzymes, Part L 282 Donald McCormick).  (ISBN 978-0-12-182183-8 et 0-12-182183-8)
- Volume 285 (1998) : Cumulative Subject Index: Volumes 263, 264, 266-289 285 John Abelson).  (ISBN 978-0-12-182186-9 et 0-12-182186-2)
- Volume 286 (1997) : Lipases, Part B: Enzyme Characterization and Utilization 286 Byron Rubin).  (ISBN 978-0-12-182187-6 et 0-12-182187-0)
- Volume 287 (1997) : Chemokines 287 Richard Horuk).  (ISBN 978-0-12-182188-3 et 0-12-182188-9)
- Volume 288 (1997) : Chemokine Receptors 288 Richard Horuk).  (ISBN 978-0-12-182189-0 et 0-12-182189-7) 10/6/1997
- Volume 290 (1998) : Molecular Chaperones 290 George Lorimer).  (ISBN 978-0-12-182191-3 et 0-12-182191-9) 3/5/1998
- Volume 291 (1998) : Caged Compounds 291 Gerard Marriott).  (ISBN 978-0-12-182192-0 et 0-12-182192-7)
- Volume 292 (1998) : ABC Transporters: Biochemical, Cellular, and Molecular Aspects 292 Suresh Ambudkar).  (ISBN 978-0-12-182193-7 et 0-12-182193-5)
- Volume 295 (1998) : Energetics of Biological Macromolecules, Part B 295 Gary Ackers).  (ISBN 978-0-12-182196-8 et 0-12-182196-X)
- Volume 296 (1998) : Neurotransmitter Transporters 296 Susan Amara).  (ISBN 978-0-12-182197-5 et 0-12-182197-8)
- Volume 298 (1998) : Molecular Motors and the Cytoskeleton, Part B 298 Richard Vallee).  (ISBN 978-0-12-182199-9 et 0-12-182199-4)
- Volume 299 (1998) : Oxidants and Antioxidants, Part A 299 Helmut Sies).  (ISBN 978-0-12-182200-2 et 0-12-182200-1) 10/2/1998
- Volume 300 (1998) : Oxidants and Antioxidants, Part B 300 Helmut Sies).  (ISBN 978-0-12-182201-9 et 0-12-182201-X)
- Volume 301 (1998) : Nitric Oxide, Part C: Biological and Antioxidant Activities 301 Helmut Sies).  (ISBN 978-0-12-182202-6 et 0-12-182202-8)
- Volume 304 (1999) : Chromatin 304 John Abelson).  (ISBN 978-0-12-182205-7 et 0-12-182205-2)
- Volume 307 (1999) : Confocal Microscopy 307 P. Michael Conn).  (ISBN 978-0-12-182208-8 et 0-12-182208-7)
- Volume 309 (1999) : Amyloid, Prions, and Other Protein Aggregates 309 Ronald Wetzel).  (ISBN 978-0-12-182210-1 et 0-12-182210-9)
- Volume 312 (2000) : Sphingolipid Metabolism and Cell Signaling, Part B 312 Alfred Merrill, Jr.).  (ISBN 978-0-12-182213-2 et 0-12-182213-3)
- Volume 313 (1999) : Antisense Technology, Part A, General Methods, Methods of Delivery, and RNA Studies 313 M. Ian Phillips).  (ISBN 978-0-12-182214-9 et 0-12-182214-1)
- Volume 317 (2000) : RNA - Ligand Interactions, Part A: Structural Biology Methods 317 Daniel Celander).  (ISBN 978-0-12-182218-7 et 0-12-182218-4)
- Volume 318 (2000) : RNA-Ligand Interactions, Part B: Molecular Biology Methods 318 Daniel Celander).  (ISBN 978-0-12-182219-4 et 0-12-182219-2)
- Volume 320 (2000) : Cumulative Subject Index, Volumes 290-319 320 John Abelson).  (ISBN 978-0-12-182221-7 et 0-12-182221-4)
- Volume 321 (2000) : Numerical Computer Methods, Part C 321 Michael Johnson).  (ISBN 978-0-12-182222-4 et 0-12-182222-2)
- Volume 322 (2000) : Apoptosis 322 John Reed).  (ISBN 978-0-12-182223-1 et 0-12-182223-0) 7/5/2000
- Volume 324 (2000) : Branched-Chain Amino Acids, Part B 324 John Sokatch).  (ISBN 978-0-12-182225-5 et 0-12-182225-7)
- Volume 325 (2000) : Regulators and Effectors of Small GTPases, Part D: Rho Family 325 W. Balch).  (ISBN 978-0-12-182226-2 et 0-12-182226-5) 10/2/2000
- Volume 327 (2000) : Applications of Chimeric Genes and Hybrid Proteins, Part B: Cell Biology and Physiology 327 Jeremy Thorner).  (ISBN 978-0-12-182228-6 et 0-12-182228-1) 10/9/2000
- Volume 329 (2001) : Regulators and Effectors of Small GTPases, Part E: GTPases Involved in Vesicular Traffic 329 John Abelson).  (ISBN 978-0-12-182230-9 et 0-12-182230-3)
- Volume 331 (2001) : Hyperthermophilic Enzymes, Part B 331 Michael Adams).  (ISBN 978-0-12-182232-3 et 0-12-182232-X) 3/7/2001
- Volume 332 (2001) : Regulators and Effectors of Small GTPases, Part F: Ras Family I 332 W. Balch).  (ISBN 978-0-12-182233-0 et 0-12-182233-8) 4/3/2001
- Volume 333 (2001) : Regulators and Effectors of Small GTPases, Part G: Ras Family II 333 W. Balch).  (ISBN 978-0-12-182234-7 et 0-12-182234-6)
- Volume 335 (2001) : Flavonoids and Other Polyphenols 335 Lester Packer).  (ISBN 978-0-12-182236-1 et 0-12-182236-2)
- Volume 336 (2001) : Microbial Growth in Biofilms, Part A: Developmental and Molecular Biological Aspects 336 Ron Doyle).  (ISBN 978-0-12-182237-8 et 0-12-182237-0)
- Volume 337 (2001) : Microbial Growth in Biofilms, Part B: Special Environments and Physicochemical Aspects 337 Ron Doyle).  (ISBN 978-0-12-182238-5 et 0-12-182238-9)
- Volume 338 (2001) : Nuclear Magnetic Resonance of Biological Macromolecules, Part A 338 Thomas James).  (ISBN 978-0-12-182239-2 et 0-12-182239-7)
- Volume 339 (2001) : Nuclear Magnetic Resonance of Biological Macromolecules, Part B 339 Thomas James).  (ISBN 978-0-12-182240-8 et 0-12-182240-0)
- Volume 340 (2001) : Drug-Nucleic Acid Interactions 340 Jonathan Chaires).  (ISBN 978-0-12-182241-5 et 0-12-182241-9)
- Volume 341 (2001) : Ribonucleases, Part A: Functional Roles and Mechanisms of Action 341 Allen Nicholson).  (ISBN 978-0-12-182242-2 et 0-12-182242-7)
- Volume 342 (2001) : Ribonucleases, Part B: Artificial and Engineered Ribonucleases and Speicifc Applications 342 Allen Nicholson).  (ISBN 978-0-12-182243-9 et 0-12-182243-5)
- Volume 343 (2001) : G Protein Pathways, Part A: Receptors 343 Ravi Iyengar).  (ISBN 978-0-12-182244-6 et 0-12-182244-3) 10/3/2001
- Volume 344 (2001) : G Protein Pathways, Part B: G Proteins and Their Regulators 344 Ravi Iyengar).  (ISBN 978-0-12-182245-3 et 0-12-182245-1)
- Volume 345 (2001) : G Protein Pathways, Part C: Effector Mechanisms 345 Ravi Iyengar).  (ISBN 978-0-12-182246-0 et 0-12-182246-X) 10/3/2001
- Volume 346 (2002) : Gene Therapy Methods 346 M. Ian Phillips).  (ISBN 978-0-12-182247-7 et 0-12-182247-8)
- Volume 347 (2002) : Protein Sensors of Reactive Oxygen Species, Part A: Selenoproteins and Thioredoxin 347 Lester Packer).  (ISBN 978-0-12-182248-4 et 0-12-182248-6) 3/1/2002
- Volume 348 (2002) : Protein Sensors and Reactive Oxygen Species, Part B: Thiol Enzymes and Proteins 348 Helmut Sies).  (ISBN 978-0-12-182251-4 et 0-12-182251-6)
- Volume 349 (2002) : Superoxide Dismutase 349 Lester Packer).  (ISBN 978-0-12-182252-1 et 0-12-182252-4) 3/8/2002
- Volume 350 (2002) : Guide to Yeast Genetics and Molecular and Cell Biology, Part B 350 Christine Guthrie).  (ISBN 978-0-12-310671-1 et 0-12-310671-0)
- Volume 350 (2002) : Guide to Yeast Genetics and Molecular Cell Biology, Part B 350 Christine Guthrie).  (ISBN 978-0-12-182253-8 et 0-12-182253-2)
- Volume 351 (2002) : Guide to Yeast Genetics and Molecular and Cell Biology, Part C 351 Christine Guthrie).  (ISBN 978-0-12-310672-8 et 0-12-310672-9)
- Volume 351 (2002) : Guide to Yeast Genetics and Molecular and Cell Biology, Part C 351 Christine Guthrie).  (ISBN 978-0-12-182254-5 et 0-12-182254-0)
- Volume 352 (2002) : Redox Cell Biology and Genetics, Part A 352 Chandan Sen).  (ISBN 978-0-12-182255-2 et 0-12-182255-9) 7/2/2002
- Volume 353 (2002) : Redox Cell Biology and Genetics, Part B 353 Chandan Sen).  (ISBN 978-0-12-182256-9 et 0-12-182256-7) 6/6/2002
- Volume 354 (2002) : Enzyme Kinetics and Mechanism, Part F: Detection and Characterization of Enzyme Reaction Intermediates 354 Daniel Purich).  (ISBN 978-0-12-182257-6 et 0-12-182257-5)
- Volume 355 (2002) : Cumulative Subject Index, Volumes 321-354 355 John Abelson).  (ISBN 978-0-12-182258-3 et 0-12-182258-3)
- Volume 356 (2002) : Laser Capture in Microscopy and Microdissection 356 P. Michael Conn).  (ISBN 978-0-12-182259-0 et 0-12-182259-1)
- Volume 357 (2002) : Cytochrome P450, Part C 357 Eric Johnson).  (ISBN 978-0-12-182260-6 et 0-12-182260-5)
- Volume 358 (2002) : Bacterial Pathogenesis, Part C: Identification, Regulation and Function of Virulence Factors 358 Virginia Clark).  (ISBN 978-0-12-182261-3 et 0-12-182261-3)
- Volume 359 (2002) : Nitric Oxide, Part D 359 Enrique Cadenas).  (ISBN 978-0-12-182262-0 et 0-12-182262-1)
- Volume 360 (2003) : Biophotonics, Part A 360 Gerard Marriott).  (ISBN 978-0-12-182263-7 et 0-12-182263-X)
- Volume 361 (2003) : Biophotonics, Part B 361 Gerard Marriott).  (ISBN 978-0-12-182264-4 et 0-12-182264-8)
- Volume 362 (2003) : Recognition of Carbohydrates in Biological Systems, Part A : General Procedures 362 Y. Lee).  (ISBN 978-0-12-182265-1 et 0-12-182265-6)
- Volume 363 (2003) : Recognition of Carbohydrates in Biological Systems, Part B: Specific Applications 363 Y. Lee).  (ISBN 978-0-12-182266-8 et 0-12-182266-4)
- Volume 364 (2003) : Nuclear Receptors 364 David Russell).  (ISBN 978-0-12-182267-5 et 0-12-182267-2)
- Volume 366 (2003) : Protein Phosphatases 366 Susanne Klumpp).  (ISBN 978-0-12-182269-9 et 0-12-182269-9)
- Volume 367 (2003) : Liposomes, Part A 367 Nejat Duzgunes).  (ISBN 978-0-12-182270-5 et 0-12-182270-2)
- Volume 368 (2003) : Macromolecular Crystallography, Part C 368 Charles Carter, Jr.).  (ISBN 978-0-12-182271-2 et 0-12-182271-0) 12/5/2003
- Volume 369 (2003) : Combinatorial Chemistry, Part B 369 Guillermo Morales).  (ISBN 978-0-12-182272-9 et 0-12-182272-9)
- Volume 370 (2003) : RNA Polymerase and Associated Factors, Part C 370 Sankar Adhya).  (ISBN 978-0-12-182273-6 et 0-12-182273-7)
- Volume 371 (2003) : RNA Polymerase and Associated Factors, Part D 371 Sankar Adhya).  (ISBN 978-0-12-182274-3 et 0-12-182274-5)
- Volume 372 (2003) : Liposomes, Part B 372 Nejat Duzgunes).  (ISBN 978-0-12-182275-0 et 0-12-182275-3)
- Volume 373 (2003) : Liposomes, Part C 373 Nejat Duzgunes).  (ISBN 978-0-12-182276-7 et 0-12-182276-1)
- Volume 374 (2003) : Macromolecular Crystallography, Part D 374 Charles Carter, Jr.).  (ISBN 978-0-12-182777-9 et 0-12-182777-1)
- Volume 375 (2004) : Chromatin and Chromatin Remodeling Enzymes, Part A 375 Carl Wu).  (ISBN 978-0-12-182779-3 et 0-12-182779-8)
- Volume 377 (2004) : Chromatin and Chromatin Remodeling Enzymes Part C 377 Carl Wu).  (ISBN 978-0-12-182781-6 et 0-12-182781-X)
- Volume 378 (2004) : Quinones and Quinone Enzymes, Part A 378 Helmut Sies).  (ISBN 978-0-12-182782-3 et 0-12-182782-8)
- Volume 379 (2004) : Energetics of Biological Macromolecules, Part D 379 Jo Holt).  (ISBN 978-0-12-182783-0 et 0-12-182783-6) 3/5/2004
- Volume 380 (2004) : Energetics of Biological Macromolecules, Part E 380 Jo Holt).  (ISBN 978-0-12-182784-7 et 0-12-182784-4) 3/5/2004
- Volume 381 (2004) : Oxygen Sensing 381 Chandran Sen).  (ISBN 978-0-12-182785-4 et 0-12-182785-2)
- Volume 382 (2004) : Quinones and Quinone Enzymes, Part B 382 Helmut Sies).  (ISBN 978-0-12-182786-1 et 0-12-182786-0)
- Volume 383 (2004) : Numerical Computer Methods, Part D 383 Ludwig Brand).  (ISBN 978-0-12-182788-5 et 0-12-182788-7)
- Volume 385 (2004) : Imaging in Biological Research, Part A 385 P. Michael Conn).  (ISBN 978-0-12-182790-8 et 0-12-182790-9)
- Volume 386 (2004) : Imaging in Biological Research, Part B 386 P. Michael Conn).  (ISBN 978-0-12-182791-5 et 0-12-182791-7)
- Volume 387 (2004) : Liposomes, Part D 387 Nejat Duzgunes).  (ISBN 978-0-12-182792-2 et 0-12-182792-5)
- Volume 388 (2004) : Protein Engineering 388 Dan Robertson).  (ISBN 978-0-12-182793-9 et 0-12-182793-3)
- Volume 389 (2004) : Regulators of G Protein Signalling, Part A 389 David Siderovski).  (ISBN 978-0-12-182794-6 et 0-12-182794-1)
- Volume 390 (2004) : Regulators of G Protein Signalling, Part B 390 David Siderovski).  (ISBN 978-0-12-182795-3 et 0-12-182795-X)
- Volume 391 (2005) : Liposomes, Part E 391 Nejat Duzgunes).  (ISBN 978-0-12-182796-0 et 0-12-182796-8)
- Volume 392 (2005) : RNA Interference 392 David Engelke).  (ISBN 978-0-12-182797-7 et 0-12-182797-6)
- Volume 393 (2005) : Circadian Rhythms 393 Michael Young).  (ISBN 978-0-12-182798-4 et 0-12-182798-4)
- Volume 394 (2005) : Nuclear Magnetic Resonance of Biological Macromolecules, Part C 394 Thomas James).  (ISBN 978-0-12-182799-1 et 0-12-182799-2) 4/6/2005
- Volume 395 (2005) : Molecular Evolution, Producing the Biochemical Data, Part B 395 Elizabeth Zimmer).  (ISBN 978-0-12-182800-4 et 0-12-182800-X)
- Volume 396 (2005) : Nitric Oxide Part E 396 Enrique Cadenas).  (ISBN 978-0-12-182801-1 et 0-12-182801-8)
- Volume 397 (2005) : Environmental Microbiology 397 Jared Leadbetter).  (ISBN 978-0-12-182802-8 et 0-12-182802-6)
- Volume 398 (2005) : Ubiquitin and Protein Degradation, Part A 398 Raymond Deshaies).  (ISBN 978-0-12-182803-5 et 0-12-182803-4)
- Volume 399 (2005) : Ubiquitin and Protein Degradation, Part B 399 Raymond Deshaies).  (ISBN 978-0-12-182804-2 et 0-12-182804-2)
- Volume 400 (2005) : Phase II Conjugation Enzymes and Transport Systems 400 Helmut Sies).  (ISBN 978-0-12-182805-9 et 0-12-182805-0)
- Volume 401 (2005) : Glutathione Transferases and gamma-Glutamyl Transpeptidases 401 Helmut Sies).  (ISBN 978-0-12-182806-6 et 0-12-182806-9)
- Volume 402 (2005) : Biological Mass Spectrometry 402 A.L. Burlingame).  (ISBN 978-0-12-182807-3 et 0-12-182807-7)
- Volume 403 (2005) : GTPases Regulating Membrane Targeting and Fusion 403 W. Balch).  (ISBN 978-0-12-182808-0 et 0-12-182808-5)
- Volume 404 (2005) : GTPases Regulating Membrane Dynamics 404 W. Balch).  (ISBN 978-0-12-182809-7 et 0-12-182809-3)
- Volume 405 (2005) : Mass Spectrometry: Modified Proteins and Glycoconjugates 405 A.L. Burlingame).  (ISBN 978-0-12-182810-3 et 0-12-182810-7)
- Volume 406 (2006) : Regulators and Effectors of Small GTPases: Rho Family 406 W. Balch).  (ISBN 978-0-12-182811-0 et 0-12-182811-5) 2/7/2006
- Volume 407 (2006) : Regulators and Effectors of Small GTPases: Ras Family 407 W. Balch).  (ISBN 978-0-12-182812-7 et 0-12-182812-3) 4/7/2006
- Volume 408 (2006) : DNA Repair, Part A 408 Judith Campbell).  (ISBN 978-0-12-182813-4 et 0-12-182813-1)
- Volume 409 (2006) : DNA Repair, Part B 409 Judith Campbell).  (ISBN 978-0-12-182814-1 et 0-12-182814-X) 5/1/2006
- Volume 410 (2006) : DNA Microarrays Part A: Array Platforms & Wet-Bench Protocols 410 Alan Kimmel).  (ISBN 978-0-12-182815-8 et 0-12-182815-8)
- Volume 411 (2006) : DNA Microarrays, Part B: Databases and Statistics 411 Alan Kimmel).  (ISBN 978-0-12-182816-5 et 0-12-182816-6)
- Volume 412 (2006) : Amyloid, Prions, and Other Protein Aggregates, Part B 412 Ronald Wetzel).  (ISBN 978-0-12-182817-2 et 0-12-182817-4) 10/6/2006
- Volume 413 (2006) : Amyloid, Prions, and Other Protein Aggregates, Part C 413 Ronald Wetzel).  (ISBN 978-0-12-182818-9 et 0-12-182818-2) 10/6/2006
- Volume 414 (2006) : Measuring Biological Responses with Automated Microscopy 414 James Inglese).  (ISBN 978-0-12-182819-6 et 0-12-182819-0)
- Volume 415 (2006) : Glycobiology 415 Minoru Fukuda).  (ISBN 978-0-12-182820-2 et 0-12-182820-4) 11/1/2006
- Volume 416 (2006) : Glycomics 416 Minoru Fukuda).  (ISBN 978-0-12-182821-9 et 0-12-182821-2)
- Volume 417 (2006) : Functional Glycomics 417 Minoru Fukuda).  (ISBN 978-0-12-182822-6 et 0-12-182822-0)
- Volume 418 (2006) : Embryonic Stem Cells 418 Irina Klimanskaya).  (ISBN 978-0-12-373648-2 et 0-12-373648-X)
- Volume 419 (2006) : Adult Stem Cells 419 Irina Klimanskaya).  (ISBN 978-0-12-373650-5 et 0-12-373650-1)
- Volume 420 (2006) : Stem Cell Tools and Other Experimental Protocols 420 Robert Lanza).  (ISBN 978-0-12-373651-2 et 0-12-373651-X)
- Volume 421 (2007) : Advanced Bacterial Genetics: Use of Transposons and Phage for Genomic Engineering 421 Kelly Hughes).  (ISBN 978-0-12-373749-6 et 0-12-373749-4)
- Volume 422 (2007) : Two-Component Signaling Systems, Part A 422 Melvin Simon).  (ISBN 978-0-12-373851-6 et 0-12-373851-2) 7/3/2007
- Volume 423 (2007) : Two-Component Signaling Systems, Part B 423 Melvin Simon).  (ISBN 978-0-12-373852-3 et 0-12-373852-0) 7/3/2007
- Volume 424 (2007) : RNA Editing 424 Jonatha Gott).  (ISBN 978-0-12-373922-3 et 0-12-373922-5) 8/1/2007
- Volume 425 (2007) : RNA Modification 425 Jonatha Gott).  (ISBN 978-0-12-374155-4 et 0-12-374155-6) 8/1/2007
- Volume 426 (2007) : Integrins 426 David Cheresh).  (ISBN 978-0-12-373924-7 et 0-12-373924-1)
- Volume 427 (2007) : MicroRNA Methods 427 John Rossi).  (ISBN 978-0-12-373917-9 et 0-12-373917-9)
- Volume 428 (2007) : Osmosensing and Osmosignaling 428 Helmut Sies).  (ISBN 978-0-12-373921-6 et 0-12-373921-7) 10/1/2007
- Volume 429 (2007) : Translation Initiation: Extract Systems and Molecular Genetics 429 Jon Lorsch).  (ISBN 978-0-12-374191-2).
- Volume 430 (2007) : Translation Initiation: Reconstituted Systems and Biophysical Methods 430 Jon Lorsch).  (ISBN 978-0-12-373969-8 et 0-12-373969-1) 10/9/2007
- Volume 431 (2007) : Translation Initiation: Cell Biology, High-throughput and Chemical-based Approaches 431 Jon Lorsch).  (ISBN 978-0-12-373964-3 et 0-12-373964-0)
- Volume 432 (2007) : Lipidomics and Bioactive Lipids: Mass Spectrometry Based Lipid Analysis 432 H. Alex Brown).  (ISBN 978-0-12-373895-0 et 0-12-373895-4)
- Volume 433 (2007) : Lipidomics and Bioactive Lipids: Specialized Analytical Methods and Lipids in Disease 433 H. Alex Brown).  (ISBN 978-0-12-373966-7 et 0-12-373966-7)
- Volume 434 (2007) : Lipidomics and Bioactive Lipids: Lipids and Cell Signaling 434 H. Alex Brown).  (ISBN 978-0-12-373965-0 et 0-12-373965-9)
- Volume 435 (2007) : Oxygen Biology and Hypoxia 435 Helmut Sies).  (ISBN 978-0-12-373970-4 et 0-12-373970-5)
- Volume 436 (2008) : Globins and Other Nitric Oxide-Reactive Proteins, Part A 436 Robert Poole).  (ISBN 978-0-12-374277-3).
- Volume 437 (2008) : Globins and Other Nitric Oxide-Reactive Proteins, Part B 437 Robert Poole).  (ISBN 978-0-12-374278-0).
- Volume 438 (2008) : Small GTPases in Disease, Part A 438 W. Balch).  (ISBN 978-0-12-373968-1 et 0-12-373968-3)
- Volume 439 (2008) : Small GTPases in Disease, Part B (W. Balch).  (ISBN 978-0-12-374311-4)